# UFO: Enemy Unknown
UFO: Enemy Unknown (amerikanischer Titel: X-COM: UFO Defense) ist ein rundenbasiertes Strategiespiel von MicroProse und das erste Spiel der X-COM-Reihe. Entwickelt wurde es von den Brüdern Julian und Nick Gollop, die auch schon für Laser Squad verantwortlich waren. Es erschien 1994 für DOS, Amiga-Computer und die Amiga-CD³²-Konsole und wurde 1995 für die PlayStation portiert.

## Handlung
UFO: Enemy Unknown spielt im Jahr 1999. Außerirdische greifen die Erde an. Ihr Ziel ist es Terror zu verbreiten, Menschen zu entführen und die Erde zu übernehmen. Die Nationen der Erde finanzieren gemeinsam die Geheimorganisation X-COM, deren Aufgabe es ist, der außerirdischen Bedrohung Herr zu werden. Dazu stehen der X-COM-Abfangjäger für den Luftkampf, Soldaten für den Bodenkampf, Wissenschaftler für die Forschung und Techniker für das Bauen von Technologie zur Verfügung. Der Spieler übernimmt die Koordination dieser Geheimorganisation und muss UFOs abfangen und zerstören, Terrorakte der Außerirdischen vereiteln und diverse Forschungen durchführen.

## Entwicklung
Die beiden Brüder Julian Gollop und Nick Gollop entwickelten das erfolgreiche Computerspiel Laser Squad, dessen Nachfolger sie im Jahr 1991 bei Microprose vorstellten. Microprose fand zwar Gefallen daran, wünschte sich jedoch eine Handlung, die sich auf der Erde abspielte. Daraufhin kam den Brüdern die Grundidee der X-COM-Reihe, wobei der Spieler die Kontrolle über eine Organisation übernimmt, welche die Erde vor einer Alien-Invasion verteidigen sollte.
Die anschließende Entwicklung von UFO: Enemy Unknown erfolgte in Zusammenarbeit mit Microprose zunächst ohne größere Schwierigkeiten. Das Gelingen des Projekts war jedoch gefährdet, da Microprose mit finanziellen Schwierigkeiten zu kämpfen hatte und später die Firmenanteile von Bill Stealey an Spectrum HoloByte veräußerte, woraufhin der Produzent des Spiels entlassen wurde. Nach mehreren Monaten Arbeit konnte das Spiel schließlich Ende März 1994 fertiggestellt werden.

## Versionen
Disketten-Version
Die Disketten-Version umfasste vier Disketten und hatte einen Code-basierten Kopierschutz. Für den Kopierschutz lag dem Spiel eine Code-Tabelle bei.
CD-Version
Die CD-Version umfasste eine CD. Der Kopierschutz wurde für die CD-Version ersatzlos entfernt. Die Video- und Sound-Dateien wurden überarbeitet und haben nun eine deutlich bessere Soundqualität. Für die Playstation-Fassung wurde der Sound nochmals überarbeitet.

## Veröffentlichung
In Deutschland wurde UFO: Enemy Unknown im März 1994 und in Nordamerika im Sommer 1994 das erste Mal auf Diskette für DOS, Amiga und Amiga CD32 veröffentlicht. 1995 erschien eine CD-Version für PC und PlayStation.
Das Spiel wurde mehrere Male in Spielesammlungen neu herausgebracht: X-COM: Unknown Terror (MicroProse und Prima Games, 1996), UFO: Enemy Unknown / X-COM: Terror from the Deep (MicroProse, 1997), X-COM Collector’s Edition (MicroProse, 1998), X-COM Collection (Hasbro Interactive, 1999).
Das Spiel wird seit 2008 bei Steam und GamesGate als Download unter dem amerikanischen Spielnamen X-COM: UFO Defense vertrieben. UFO: Enemy Unknown ist bei beiden Vertriebsplattformen als Einzelkauf und als Bündelangebot mit anderen X-COM-Spielen erhältlich. Da das Spiel für DOS programmiert wurde, werden aktuelle Versionen mit dem Emulator DOSBox ausgeliefert um das Spiel auf aktuellen Systemen lauffähig zu bekommen.

## Rezeption
Das Spiel sei eine durchdachte Mischung aus Rollenspiel, Echtzeit-Action und Wirtschaftssimulation. Die umständliche Steuerung und die hohe Komplexität erfordern eine gewisse Einarbeitungszeit. Das Handbuch sei nicht ins Spiel integriert. Grafik und Sound seien lediglich zweckmäßig. Die Spielidee hingegen sei gut und auch gut umgesetzt. Die einzelnen Programmteile seien ausgereift. Trotz komplexer Menüs sei die Bedienung angenehm einfach. Die Bodeneinsätze seien strategisch reizvoll, aber langatmig, speziell im anfänglichen Erkundungsteil. Die scroll- und zoombare Weltkarte sei ein Hingucker. Das Spiel sei technisch unscheinbar, jedoch spielerisch eine hochkomplexe Mischung mit Potenzial zur Langzeitmotivation. Die Kämpfe können sich jedoch bis zu 1–2 Stunden hinziehen, was nicht für jeden Spielertyp geeignet sei.
Das Spiel sei auf der Konsole grafisch bescheiden und technisch rückständig. Im Vergleich mit anderen PlayStation-Spielen sei es kompliziert. Dennoch motiviere insbesondere der Rollenspiel-Aspekt beim Basenbau und Aufrüsten der Kämpfer.

## Fortsetzungen
Bereits 1995 erschien mit X-COM: Terror from the Deep die erste Fortsetzung. Der Großteil der Handlung wurde auf den Meeresboden verlegt. Es benutzt die gleiche Engine wie das erste Spiel der Reihe.
Mit XCOM: Enemy Unknown wurde 2012 ein Remake veröffentlicht, welches den Beginn einer neuen X-COM-Spielereihe markierte.
Unter dem Namen OpenXcom ist ein Klon erschienen, welcher Teile des Originalspiels braucht. Er lässt sich durch Mods erweitern.
Im Jahr 2014 erschien Xenonauts, welches ebenfalls sehr stark durch den ersten UFO-Teil beeinflusst ist.